# Tadil
Tadil (arab. تديل) – wieś w Syrii, w muhafazie Aleppo. W 2004 roku liczyła 1173 mieszkańców.